# Biedermann und die Brandstifter (1967)
Biedermann und die Brandstifter ist ein deutscher Fernsehfilm aus dem Jahr 1967. Es handelt sich hierbei um eine Verfilmung des Dramas Herr Biedermann und die Brandstifter des Schweizer Schriftstellers Max Frisch von 1953.

## Inhalt
Es kommt vermehrt zu Brandstiftungen, indem zwei Brandstifter sich als Hausierer ausgeben, um Obdach auf dem Dachboden bitten und wenig später dort Brände legen. Kurz darauf klingelt ein Hausierer beim Haarwasserfabrikanten Gottlieb Biedermann und bittet um Unterkunft. Biedermann hat kurz zuvor seinen Angestellten Knechtling entlassen und zeigt sich dessen weiterem Schicksal gegenüber gleichgültig.
Der Hausierer stellt sich als ehemaliger Ringer Josef Schmitz vor und bejammert, von allen Menschen für einen Brandstifter gehalten zu werden. Irgendwie weckt er die Sympathie von Biedermann, der ihm auf seinem Dachboden Quartier gewährt. Biedermanns Ehefrau Babette ist zunächst skeptisch und verlangt von Biedermann, ihn wieder wegzuschicken. Auch sie entwickelt ebenfalls schnell Mitgefühl für den Mann. Wenig später stellt sich ein angeblicher Feuerversicherungsvertreter bei Biedermann vor; Josef Schmitz erkennt in dem Vertreter einen früheren Freund, den ehemaligen Kellner Wilhelm Maria Eisenring. Als Schmitz und Eisenring mehrere Benzinfässer auf dem Dachboden lagern, schöpft Biedermann immer noch keinen Verdacht; man dürfe nicht immer nur das Schlechteste vom Menschen denken.
Biedermann erfährt vom Selbstmord Knechtlings, weigert sich aber, Verantwortung dafür zu übernehmen.
Biedermann lädt Schmitz und Eisenring zum Abendessen ein, um seine Freundschaft mit beiden Männern zu bekräftigen. Kurz vor dem Essen wird ein Trauerkranz für Knechtling angeliefert, dessen Schleife versehentlich mit „Gottlieb Biedermann“ beschriftet wurde.
Während des Essens jagt Schmitz Biedermann kurz einen Schrecken ein, als er sich ein Tischtuch überwirft und sagt, er sei der Geist von Knechtling. Als mit Sirene ein Feuerwehrauto am Haus vorbeifährt und das Ehepaar Biedermann erleichtert ist, das sie nicht betroffen sind, erklären Schmitz und Eisenring, dass sie immer zunächst einen weiter entfernten Brand inszenieren, damit die Feuerwehr abgelenkt ist. Trotzdem betont Biedermann, dass die beiden Männer seine Freunde sind. 
Kurz darauf geht das Haus der Biedermanns in Flammen auf; mehrere Gasometer explodieren.

## Auszeichnungen
Bei der Verleihung der Goldenen Kamera 1967 wurde Siegfried Lowitz als Bester Schauspieler ausgezeichnet.